# Aurus Komendant
Aurus Komendant (укр. Аурус Комендант) - повнорозмірний кросовер представницького класу, що планується до виробництва в 2023 році. 

## Опис

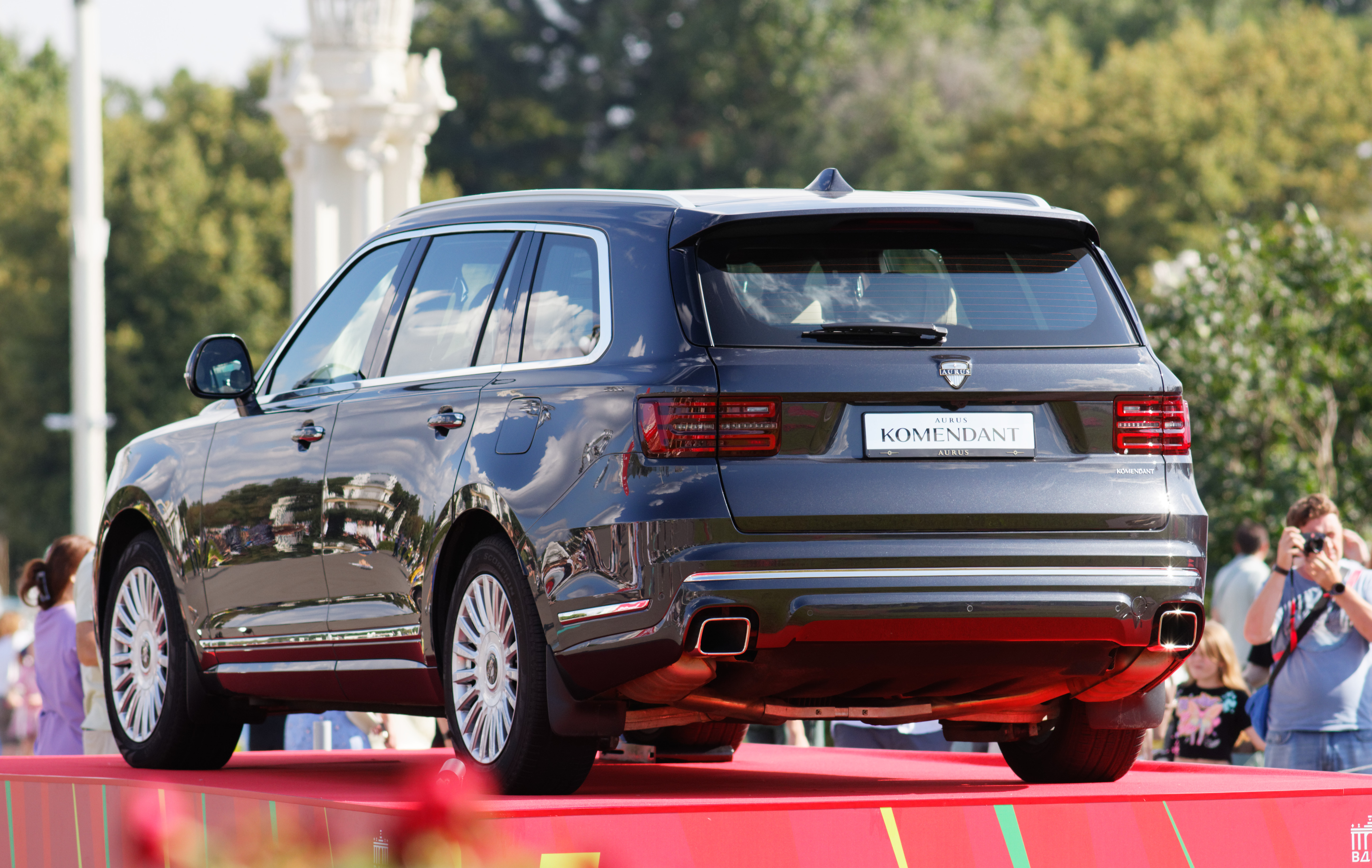

Автомобіль створено в рамках проекту сімейства російських автомобілів представницького та вищого класу бренду Aurus. Назва моделі вибрано за назвою Комендантської вежі Московського Кремля.
18 серпня 2020 року опубліковано патент № 121133 із зображенням дизайну автомобіля. Спочатку початок виробництва планувався наприкінці 2020 року - початок 2021 року, пізніше ці плани перенесли на 2022 рік, а потім на початок 2023 року.
У січні 2022 року Росстандарт схвалив тип транспортного засобу на першу партію із 150 автомобілів. 

## Двигун
- 4.4 л НАМІ-4123 V8 з подвійним турбонаддувом потужністю 598 к.с. і електродвигун 57 к.с., сумарною потужністю 660 к.с., крутним моментом 1000 Нм